# Innercity
Innercity was een jaarlijks dansevenement in de Amsterdamse RAI. Het evenement werd georganiseerd door ID&T, een van de grootste muziekevenementenbedrijven ter wereld. Er werd vooral elektronische of zogenaamde dance-muziek gedraaid.
Het evenement werd in het leven geroepen in 1999 en werd jaarlijks eind december gehouden. DJ Tiësto (1999) en DJ Lady Dana (2002) zijn dankzij Innercity (wereldwijd) doorgebroken.
Enkele thema's die Innercity heeft gevoerd zijn Moskou (2002), Brazilië (2003) en Las Vegas (2004). Na een teleurstellende kaartverkoop van de Las Vegas editie in 2004 is er in 2005 gekozen voor een nieuwe aanpak. De grote stromingen zoals hardstyle en trance hebben plaats moeten maken voor urban, electro en eclectic. Het evenement werd minder groot qua opzet en ging de diepte in met de verschillende vernieuwende muziekstijlen.
Na de eveneens tegenvallende kaartverkoop van zowel de 2005 en 2006 edities van Innercity, is er in 2007 besloten om voorlopig de stekker uit het hele concept te trekken. Het feest wat traditiegetrouw altijd aan het eind van het jaar in de RAI werd gehouden is niet meer.
Daarvoor in de plaats komt nu op 15 december Thunderdome. Volgens ID&T zelf komt Innercity wel weer terug, maar gaan ze op zoek naar een compleet andere locatie die beter bij het concept zou passen.

## Edities
| Jaar | Datum       | Locatie                             | Headliners | Externe link(s) |
| ---- | ----------- | ----------------------------------- | --- | --------------- |
| 1999 | 20 februari | RAI Amsterdam                       | Sven Väth, Erick E, Carl Cox, Tiësto, Jeff Mills, Yves Deruyter |                 |
| 1999 | 11 december | RAI Amsterdam                       | Dave Clarke, Erick E, Ferry Corsten, DJ Hell, Ken Iishi, Jeff Mills, Phats & Small, Richie Hawtin, Roog, Tiësto                                                                           | &               |
| 2000 | 22 april    | Brussels Expo Brussel België        | Ken Iishi, Monika Kruse, Kevin Saunderson, Rank 1 (live), Miss Djax, Yves Deruyter, Derrick May, Marcello                                                                                 |                 |
| 2000 | 2 juni      | Eilat Desert, Eilat, Israël         | |                 |
| 2000 | 10 juni     | Kölnarena, Cologne, Duitsland       | |                 |
| 2000 | 22 juli     | Palau Sant Jordi, Barcelona, Spanje | |                 |
| 2000 | 30 december | RAI Amsterdam                       | Kosheen, Tiësto, Paul van Dyk, Marco V, DJ Jean, Green Velvet, Roog, Erick Morillo, Carl Cox, Sven Väth, Remy, Stef, Sander Kleinenberg, Yonderboi, Project 2000, Luke Slater, Miss Yetti |                 |
| 2001 | 29 december | RAI Amsterdam                       | |                 |
| 2002 | 21 december | RAI Amsterdam                       | Dana, Tiësto, Sven Vath, Dave Clarke, Umek, Jay Denham |                 |
| 2003 | 20 december | RAI Amsterdam                       | DJ Luna, Tiësto, Benjamin Bates |                 |
| 2004 | 18 december | RAI Amsterdam                       | |                 |
| 2005 | 17 december | RAI Amsterdam                       | Tiga, Booka Shade, Benjamin Bates |                 |
| 2006 | 16 december | RAI Amsterdam                       | |                 |